# Adam’s Boys
Adam’s Boys — греческая поп-группа конца 1950-х — первой половины 1960-х годов, также известная под названиями Adams Boys, Adams, The Adams Boy, The Adam Boys, The Adams Boys.

## Adam’s Boys и ΤΖΑΒΑΔΑΜΑΣΚΟΥΚΑ
В конце 1990-х в греческом сегменте интернета возник спор — какой греческий коллектив считать первой поп-группой. Основной спор вёлся между сторонниками Adam’s Boys и ΤΖΑΒΑΔΑΜΑΣΚΟΥΚΑ. Наиболее последовательным и аргументированным сторонником «ΤΖΑΒΑΔΑΜΑΣΚΟΥΚΑ» был Манолис Далукас, собравший большое количество фактического материала в виде фотографий, афиш и открыток и написавший книгу «История молодёжной культуры от поколения хаоса до смерти Павлоса Сидиропулоса: 1945—1990». Противоположная сторона была представлена Фонтасом Труссасом, который издал в конце 1990-х книгу о истории греческой рок и поп музыки, и доказывал первенство Adam’s Boys. В результате на протяжении нескольких десятилетий между сторонниками этих двух проектов было довольно жёсткое противостояние, которое зачастую переходило в довольно агрессивные нападки и оскорбления. Кроме этих двух крайних точек зрения существует и компромиссная, суть которой заключается в том, что Adam’s Boys и Javadamaskuka — это разные названия одного и того же коллектива, тем более что и сторонники Adam’s Boys и сторонники Javadamaskuka  в составе соответствующих коллективов используют одни и те же фамилии.

## История группы. Начало
Группа создана и организована Никосом Адамосом. В конце 1950-х будучи ребёнком из бедной семьи он работал в механическом цехе города Кавала. Никос самостоятельно изучает игру на гитаре, но найти способ реализовать себя на сцене он не мог. Ориентировочно в 1958 он знакомится с Д. Георгилопулосом — который являлся продюсером и менеджером входивших в моду конкурсов красоты. Георгилопулос проводил в Кавале один из туров. Состав участников был довольно сильным, например, среди девушек была Джулия Стамир — Мисс Эллада 1954 года, стилистически шоу было выдержано в духе КША. Особенностью греческих мероприятий подобного рода было то, что они больше походили на эстрадный концерт, в котором участвовали певцы и оркестры, артисты разговорного жанра, иллюзионисты и другие представители эстрады. Сам конкурс красоты занимал только часть времени. Таких шоу было много, поэтому организаторам требовались идеи, как сделать представление оригинальным. Никос предложил исполнять на таких конкурсах западную современную музыку, которую в то время можно было услышать только на американских военных базах или по радио, которое транслировали немногочисленные энтузиасты. Вот как описывалось происходящее греческой прессой: 

 «Адамос, он играл на гитаре Rock’n’Roll! Местные жители наконец-то увидели танец, который они слышали, который уже танцевали в Афинах. Фестиваль моды — это всего понемногу: маленький осмотр, маленькая песня, маленький танец, немного обнаженного тела, немного лжи. Тем не менее, этот букет даёт убежище, пищу и защиту Никосу Адамасу, первому греку, которому удалось жить в стиле рок-н-ролл, музыке, которую он любит и зарабатывает на жизнь.»
 Первый опыт оказался удачным и в 1959 Никос вместе со своим другом Василисом Цаварасом собирает джазовый дуэт, вошедший в историю под названием Javadamas. Название представляет собой объединённое в одно слово фамилии участников. Никос играл на гитаре, Василис на различных ударных инструментах. В газете NEA в 1959 году, два греческих пионера современной музыки запечатлены на сцене кинотеатра Terpsithea, где они играют рок-н-ролл. Василис Цаварас держал в зубах лист бумаги и дул в свою сторону, создавая мелодию ветра. Это было первое появление греческих современных исполнителей на страницах прессы.
В 1960 году во время одного из конкурсов красоты, проходившего в городе Коринф, они замечают Василику Скуриану, которая оказалась не только красивой девушкой, но и обладала хорошим и запоминающимся голосом. Сценическим псевдонимом Василики был Κούκα (Kouka) некоторые авторы добавляют к слову Κούκα имя Ая или Ия, однако Κούκα — это был псевдоним из одного слова. Точной причины, почему некоторые современные историки культуры указывают имя Ая или Ия установить не представляется возможным. В итоге сформировался золотой состав группы. Некоторое время официального названия у группы не было, поэтому во время выступлений коллектив использовал народное название "Javadamaskuka" которое состояло из совмещённых в одно слово фамилий и псевдонима участников. Однако официально под таким названием коллектив не выпускал пластинок, не подписывал больших контрактов и не использовал в титрах к фильмам где группа снималась.

## Adam’s Boys. 1960-е
1960 год стал для группы прорывом. Музыканты перебираются в Афины и начинают играть клубе «Хобби» (κλαμπ Hobby), располагавшегося на улице Кипр 32. Клуб отличался от других тем, что стал одним из первых использовать «живые» выступления музыкантов, в отличие от других, использовавших музыкальные автоматы. Выступления были настолько успешными, что фрагмент одного из таких концертов попал в фильм «Αμαρτωλά Χέρια» («Грешные руки»), однако иногда группа использовала джазовые аранжировки с использованием духовой секции, так как греческое общество начала 1960-х было довольно консервативно и не всегда было готово к новой рок-музыке, отдавая предпочтение более привычному джазовому звучанию. Как следствие этого — использование услуг различных сессионных музыкантов среди которых особенно выделялись Харис Халкитис (кларнет), Такис Сурмайдис (контрабас) и Фаннис Фармакис (тромбон).
Коллектив быстро добивается успеха. Музыканты начинают выступать в различных клубах, утренних передачах и даже в кинематографе. В это время наблюдается легкомысленное отношение «Адамасовых» к таким очевидным вещам как собственное название и сценические псевдонимы, что и породило в дальнейшем споры типа тех, которые были указаны в начале статьи. В частности Василис Цаварас выступал под псевдонимами ΤΖΑΒ, Билл Роджерс и даже Спаситель Пресли. Дело доходило до того, что менеджеры при подписания контрактов сами придумывали название для группы, например, в клубе «Хобби» они официально назывались «Удивительный квинтет ADAMAS JAV — KUKKA», в другом случае ансамбль был назван «АДАМАС, ЦАБ и Кукас с их оркестром …».
Пик карьеры случается в 1962 году. О группе публикуется большая статья в газете Adyni от 5 февраля, где рассказывается о том, как ансамбль играет твист в клубе Tekyla. В 1963—1964 годы группа начинает терять былую популярность в первую очередь по причине того, что некоторое время была по сути монополистом на греческой эстраде. Тем не менее в 1962 году в Греции появляются первые рок-группы такие как The Forminx и Juniors (в составе которых некоторое время играл Эрик Клэптон). В 1963 появились Charms, ΓΑΛΑΞΙΕΣ, Sounds и ряд других коллективов, появились и другие поп- и рок-группы с женским вокалом среди которых особенно выделялись Aris, Alba & The Olympics — одна из первых греческих команд, не только добившаяся успеха за пределами Греции, но и активно гастролировавшая в других странах. В итоге во время выступления в автоклубе города Кифисья было принято решение о создании параллельного проекта под названием Play Boys. Адамос и Цаварас были основными музыкантами в обоих проектах, Кука была вокалисткой в Adam’s Boys, а основным вокалистом в Плейбоях стал приехавший из египетской Александрии подающий большие надежды греческий вокалист Врасидас Хараламбидес, выступавший под псевдонимом Дакис. Несколько позже происходит рокировка Куки и Дакиса.
Начиная с 1965 года основным вокалистом Адамасовых ставится Дакис. Группа окончательно утрачивает рок-н-ролльную стилистику, превратившись в поп-группу. Ансамбль просуществовал вплоть до прихода к власти „чёрных полковников“. После чего без особых объявлений прекратил существование. Дакис начал успешную сольную карьеру, продолжающуюся на момент написания статьи, Play Boys стали успешной рок-группой исполнявшей ортодоксальный рок-н-ролл. Группа стала фактически первой успешной поп-группой Греции и первой греческой группой с женским вокалом.

## Дискография
Каталогизация записей группы крайне затруднена, так как группа редко бывала в студии. Кроме того многие участники группы делали сольные записи — мало отличающиеся по стилю и жанру от Adam’s Boys. Тем не менее официально зафиксированы следующие пластинки.
| Песни, входившие в синглы или название сборника                                                           | Формат                      | Лейбл             | Номер в каталоге | Год издания |
| --- | --------------------------- | ----------------- | ---------------- | ----------- |
| Κούκα, Νίκος Αδάμας — Τα Δανεικά Φιλιά / Ένα Ίσως                                                         | (7», Single)                | RCA Victor        | 48g 2396         | 1962        |
| Α/φοι Κατσάμπα*, Ορχήστρα Αδάμ-Τζαβ — Μπέμπη Τσα-Τσα / Ποτέ-Ποτέ                                          | (7", Single)                | RCA Victor        | 48g 2338         | Unknown     |
| Mafia / Dizzines                                                                                          | (7", Single)                | Popular           | AP 6179          | 1967        |
| Γιατί Εχτές / Θέλω Να Έλθω Κοντά Σου                                                                      | (7", Single)                | Lucky (6)         | PG 9005          | 1967        |
| Get Away From Me / Shake With Adams                                                                       | (7", Single)                | Popular           | AP 6184          | Unknown     |
| Γιατί Εχτές/Various — Χρυσή Δεκαετία '60                                                                  | (2xLP, Comp)                | Musica Viva (5)   | M.V. 70.001/2    | 1992        |
| Get Away From Me (as Adam’s Boys)/Various — Exploiting Plastic Inevitable (Lesson II: Globular Lightning) | (LP, Comp, Ltd, Unofficial) | Yahoo Records (2) | 11               | 1996        |
| Θέλω Να Έρθω Κοντά Σου (as The Adams Boys)/Various — Ελληνικά Συγκροτήματα — Μπλουζ                       | (CD, Comp)                  | Nitro Music       | NM 271117 2      | 2003        |

Отдельно можно выделить песню «Δανεικά φιλιά» («Украденные поцелуи») записанную в 1962 году на студии RCA, твист, который стал хитом сезона. Успех композиции был обусловлен в том числе и тем, что прозвучал в фильме «Αμαρτωλά Χέρια» («Грешные руки»).

## Фильмография
- «Η Αθήνα τη νύχτα» («Афины — ночью») — 1962 год. Документальный. Режиссёр Жало Клири (Κονιτσιωτης Κλεαρχος)[27].
- «Αμαρτωλά Χέρια» («Грешные руки»)- 1963 год. Социальная драма. Режиссёр — Галатис Димитрис (Γαλατης Δημητρης)[28].